# Pallerols (Talavera)
Pallerols es una localidad española perteneciente al municipio leridano de Talavera, en la comunidad autónoma de Cataluña. En 2020 contaba con 69 habitantes.

## Historia
Antaño perteneciente al distrito municipal de Civit, la localidad contaba hacia 1849 con 49 habitantes. En 2020 el núcleo de población y la entidad singular correspondiente contaban ambos con 69 habitantes. Aparece descrito en el decimosegundo volumen del Diccionario geográfico-estadístico-histórico de España y sus posesiones de Ultramar de Pascual Madoz de la siguiente manera:

PALLEROLS: l. del distrito municipal de Civit en la prov. de Lérida (9 leg.), part. jud. de Cervera (2 1/6), aud. terr. y c. g. de Barcelona (14 1/3), dióc. de Vich (15 1/2): sit. en un llano donde reinan los vientos del E. y O., y el clima es benigno. Tiene 14 casas, una igl. parr. (San Jaime) servida por un cura párroco de provision real y ordinaria, de la que es anejo el pueblo de Monfat, y cementerio á quince pasos S. del pueblo. Confina el térm. por N. Briansó; E. Monfar; S. San Antolí, y O. Pomar; hay dentro de él una fuente de agua potable que utilizan los vec. para sus necesidades, cuya fuente tiene origen en un manantial inmediato llamado Nondora, del que se origina un arroyo que riega parte del térm. El terreno, á escepcion de la pequeña porcion de riego que es de mediana calidad, lo demas es muy inferior y poco productivo, con algun monte bajo para combustible: los caminos dirigen á Santa Coloma de Queralt, de herradura y en mal estado: la correspondencia la sacan los vec. en la adm. de Cervera, cuando pasan al mercado. prod.: centeno, cebada, poco trigo, vino y hortalizas; hay ganado vacuno para la labranza y caza de muchas perdices y conejos y alguna liebre. pobl.: 11 vec,, 49 alm. riqueza imp.: 21,321 rs. contr.: el 14,48 por 100 de esta riqueza.
(Madoz, 1849, p. 630)

## Geografía humana

### Demografía
| Gráfica de evolución demográfica de Palleróls entre 1842 y 1970 |
| |
| Población de derecho según los censos de población del INE Población de hecho según los censos de población del INEEntre el censo de 1981 y el anterior, este municipio desaparece porque se integra en el municipio 25140 (Montferrer Castellbó) |